# Tigran Keosayan
Tigran Keosayan (4 de janeiro de 1966) é um diretor de cinema russo.